# Michaił Szapowałow
Michaił Michajłowicz Szapowałow, ros. Михаил Михайлович Шаповалов (ur. 30 grudnia 1897?/11 stycznia 1898 w Grajworonie, zm. 8 maja 1945 w rejonie Przybramie) – rosyjski, a następnie radziecki wojskowy (generał major), dowódca formowanej 3 dywizji piechoty Sił Zbrojnych Komitetu Wyzwolenia Narodów Rosji pod koniec II wojny światowej.

## Życiorys
Ukończył szkołę realną w Biełgorodzie. Od 1915 r. służył w armii rosyjskiej, biorąc udział w I wojnie światowej. 15 kwietnia 1918 r. wstąpił do armii bolszewickiej, zostając dowódcą szwadronu kawalerii. W grudniu tego roku dostał się do niewoli ukraińskiej, ale udało mu się zbiec w lutym 1919 r.  W tym roku został członkiem Rosyjskiej Partii Komunistycznej (bolszewików), ale w 1921 r. wykluczono go z niej na fali partyjnych czystek.  Na przełomie 1919/1920 r. przeszedł kursy kawaleryjskie w Moskwie. W lutym 1920 r. objął dowództwo szwadronu kawalerii w 22 kijowskim pułku kawalerii w składzie 1 Armii Konnej. Krótko pełnił nawet obowiązki dowódcy pułku. Do 1921 r. walczył z powstańcami ukraińskimi. Następnie został zastępcą dowódcy szkolnego szwadronu kawalerii w szkole kawalerii w Charkowie. W 1922 r. ukończył wydział kawaleryjski w wyższej pedagogicznej szkole wojskowej w Kijowie. Do 1923 r. pełnił funkcję adiutanta w sztabie 3 kazańskiej dywizji strzeleckiej. Od 1924 r. uczył się na kursach służby przeciwchemicznej w Moskwie, po czym w 1926 r. objął funkcję szefa służby przeciwchemicznej w 651 pułku kawalerii, zaś od 1932 r. – władywostockiego rejonu wojskowego. W 1937 r. w stopniu pułkownika został szefem sztabu tego rejonu. Na fali czystek stalinowskich jesienią tego roku został aresztowany przez NKWD i osadzony na 8 miesięcy w więzieniu. Po wyjściu na wolność objął funkcję komendanta szkoły artyleryjskiej w Sewastopolu. Od 1939 r. uczył się w wojskowej akademii im. Frunze. Po jej ukończeniu został w sierpniu 1941 r. dowódcą 320 dywizji strzeleckiej, walczącej z Niemcami m.in. na Krymie. Od 2 czerwca 1942 r. był zastępcą dowódcy, zaś od 2 lipca dowódcą I samodzielnego korpusu strzeleckiego na Krymie. 14 sierpnia tego roku dostał się do niewoli niemieckiej. Według części źródeł sam przeszedł na stronę Niemców, zgłaszając chęć walki z reżimem stalinowskim i podejmując kolaborację. 1 października został zaocznie awansowany do stopnia generała majora. W 1943 r. został szefem oddziału operacyjnego w Sonderstab „P” Abwehry w Warszawie, a po jego rozwiązaniu komendantem obozu w Toruniu, gdzie byli osadzeni radzieccy inżynierowie analizujący informacje o systemie obronnym ZSRR. W grudniu 1944 r. wstąpił do Sił Zbrojnych Komitetu Wyzwolenia Narodów Rosji. Początkowo organizował brygadę przeciwpancerną, zaś od lutego 1945 r. – 3 dywizję piechoty Sił Zbrojnych KONR, stając na jej czele. Do końca wojny jednostka nie została sformowana (powstał jedynie sztab i zalążki pododdziałów). 8 maja tego roku płk M. M. Szapowałow wraz z gen. Fiodorem I. Truchinem udał się w rejon Pragi w celu skontaktowania się z dowództwem 1 dywizji piechoty Sił Zbrojnych KONR. W okolicy miasta Příbram został jednak aresztowany przez komunistycznych partyzantów czechosłowackich i natychmiast rozstrzelany. 